# Trichodothis
Trichodothis — рід грибів родини Venturiaceae. Назва вперше опублікована 1914 року.